# أفيديو بيتري
أوفيدو بتري  (بالرومانية: Ovidiu Petre)‏( 30 سنة ) لاعب نادي بوخارست الروماني 2009 ، انتقل للعب في نادي النصر السعودي 2010.
لم يكن أداؤه مقنعًا من وجهة النظر إدارة النادي، أنهى النادي علاقته باللاعب نهاية موسم 2010 .

## مسيرته الكروية
لعب أفيديو بيتري خلال مسيرته الاحترافية مع 7 أندية في ثمانية عشر موسمًا وسجل خلالها 18 هدفًا ضمن 270 مباراة. حيث فاز في موسم واحد بالكأس ولم يفز بأي دوري.
خاض أفيديو بيتري مسيرته مع FC Progresul București ‏ في موسم 1999–00 ليلعب معه خمسة مواسم، مشاركًا في 56 مباراة سجل خلالها هدفين. ثم انتقل إلى نادي غلطة سراي في موسم 2003–04 ولمدة موسمين، حيث شارك في 27 مباراة سجل خلالها هدفًا واحدًا. لينتقل بعدها إلى نادي بولتيهنيكا تيميسوارا في موسم 2004–05 ولمدة موسمين، مشاركًا في 33 مباراة سجل خلالها 5 أهداف. ثم انتقل إلى نادي ستيوا بوخارست في موسم 2006–07 ليلعب معه أربعة مواسم، مشاركًا في 74 مباراة سجل خلالها 5 أهداف أيضًا. هذا وانتقل لاحقًا إلى نادي النصر في موسم 2010–11 لمدة موسم واحد، مشاركًا في 16 مباراة سجل خلالها 4 أهداف. ثم انتقل بعدها إلى نادي مودينا في موسم 2011–12 لمدة موسم واحد، مشاركًا في 19 مباراة سجل خلالها هدفًا واحدًا. ليعود وينتقل من جديد، لكن هذه المرة إلى بولي تيميشوارا ‏ في موسم 2012–13 واستمر معه طيلة ثلاثة مواسم، مشاركًا في 45 مباراة ولم يسجل أي هدف.

## روابط خارجية
- أفيديو بيتري على موقع اتحاد تركيا (لاعب) (الإنجليزية)
- أفيديو بيتري على موقع قاعدة بيانات كرة القدم.إي يو (الإنجليزية)
- أفيديو بيتري على موقع ناشيونال فوتبول تيمز (الإنجليزية)
- أفيديو بيتري على موقع عالم كرة القدم.نت (الإنجليزية)
- أفيديو بيتري على موقع كووورة